# Droga krajowa B208 (Niemcy)
Droga krajowa 208 (niem. Bundesstraße 208, B 208) – niemiecka droga krajowa przebiegająca  z zachodu na wschód od skrzyżowania z drogą B75 w Bad Oldesloe w Szlezwiku-Holsztynie do Wismar, gdzie krzyżuje się z drogami B105 i B106 w Meklemburgii-Pomorzu Przednim.